# Centrale nucléaire de Trillo
La centrale nucléaire de Trillo comportant un réacteur est située à Trillo dans la province de Guadalajara en Espagne.

## Description
La centrale est installée au bord du Tage à la limite de la ville de Trillo. Elle possède un réacteur de 1066 MW dont la construction a débuté en 1979 et qui a été mis en service en 1988.
Cette centrale est la plus moderne du parc espagnol. Le réacteur est un réacteur à eau pressurisée (REP) de technologie Siemens-KWU, qui utilise de l'uranium enrichi. 
Elle possède deux tours de réfrigération d'une hauteur 154 m.  
| Nom du réacteur | Type de réacteur | Modèle        | Puissance Brute (MW) | Puissance Nette (MW) | Début de construction | Raccordement au réseau | Mise en service commerciale |
| --------------- | ---------------- | ------------- | -------------------- | -------------------- | --------------------- | ---------------------- | --------------------------- |
| Trillo-1        | REP              | PWR 3 boucles | 1066                 | 1003                 | 17.08.1979            | 23.05.1988             | 06.08.1988                  |

Elle appartient aux compagnies d'électricité suivantes :
- Iberdrola (48 %),
- Union Fenosa (34,5 %),
- Hidroeléctrica del Cantábrico (15,5 %),
- Nuclenor, 2 %.